# 克雷斯潘 (塔恩省)
克雷斯潘（法語：Crespin，法語發音：[kʁɛspɛ̃]）是法国奥克西塔尼大区塔恩省的一个市镇，属于阿尔比区。

## 地理
克雷斯潘（44°3'5"N, 2°17'54"E）面积14.15 平方千米，位于法国奧克西塔尼大區塔恩省，该省份为法国南部内陆省份，北起顺时针与阿韦龙省、埃罗省、奥德省、上加龙省和塔恩-加龙省接壤。
与克雷斯潘接壤的市镇（或旧市镇、城区）包括：昂杜克、拉卡佩勒皮内、蒙托里奥勒、穆拉雷斯、帕迪耶斯、圣让德马尔塞勒。

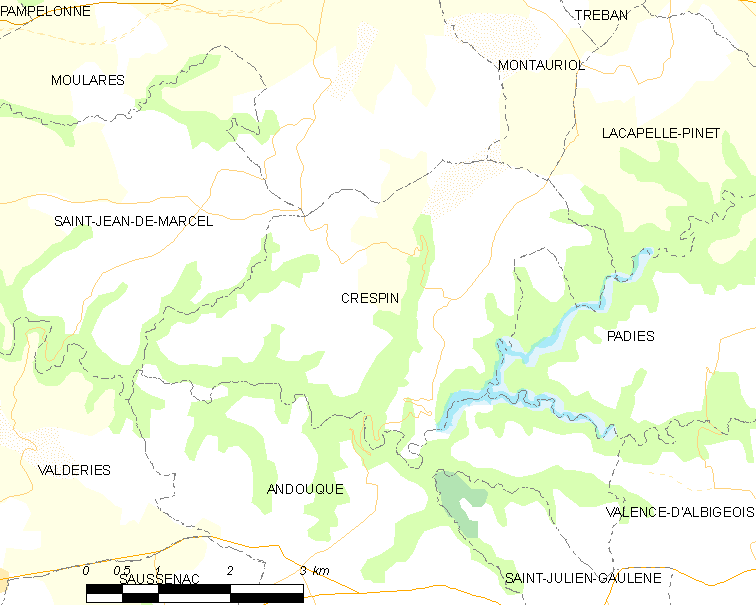
的OSM定位图

克雷斯潘的时区为UTC+01:00、UTC+02:00（夏令时）。

## 行政
克雷斯潘的邮政编码为81350，INSEE市镇编码为81072。

## 政治
克雷斯潘所属的省级选区为卡尔莫第一县。

## 人口

1962-2008年间人口变化图示

克雷斯潘于2022年1月1日时的人口数量为101人。